# Adrian Vanderveer
Adrian Vanderveer (21 grudnia 1796 we Flatbush, zm. 5 lipca 1857, tamże) – amerykański lekarz, położnik.

## Życiorys
Początkowo uczył się w Erasmus Hall, potem studiował medycynę w Columbia College w Nowym Jorku. Jego nauczycielami byli m.in. Wright Post i John Kearny Rodgers. Tytuł doktora medycyny otrzymał w 1819 roku. Był pierwszym sekretarzem, wiceprzewodniczącym i siódmym przewodniczącym Medical Society of the County of Kings. Jesienią 1850 roku doznał paraliżu, który przerwał jego karierę lekarza praktyka. Jego bratankiem był dr John Rutgert Vanderveer.